# Abdelrahman Sameh
Abdelrahman Sameh El-Araby (en arabe : عبد الرحمن سامح العربي), né le 9 mars 2000, est un nageur égyptien.

## Carrière
Aux Jeux africains de la jeunesse de 2018 à Gaborone, Abdelrahman Sameh obtient quatre médailles d'or, sur 50 mètres nage libre, 50 mètres papillon et aux relais 4 x 100 mètres nage libre et 4 x 100 mètres quatre nages.
Après avoir été médaillé d'argent du 50 mètres papillon aux Jeux méditerranéens de 2018 à Tarragone, il obtient la médaille d'or du 50 mètres papillon ainsi que du relais 4 x 100 mètres nage libre et la médaille de bronze du 50 mètres nage libre aux Championnats d'Afrique de natation 2018 à Alger.
Il dispute ensuite les Jeux olympiques de la jeunesse de 2018 à Buenos Aires, remportant la médaille de bronze du 50 mètres nage libre et terminant sixième de la finale du 50 mètres papillon. Il est ensuite médaillé d'or du 50 mètres papillon et médaillé d'argent du relais 4 x 100 mètres nage libre et du 4 x 100 mètres nage libre mixte aux Jeux africains de 2019 au Maroc,.